# Trêve de Leulinghem
Guérande (1381) Tournai (1385)
Tournai (1385) Leulinghem (1393)
Leulinghem (1389) Chartres (1409)
Plusieurs trêves ont été signées à Leulinghem lieu traditionnel de conférences entre le royaume de France et le royaume d'Angleterre au cours de la guerre de Cent Ans, à la frontière picarde.
- 26 janvier 1384 : Trêve pour neuf mois entre la France et l'Angleterre, incluant l'Écosse et la Castille, alliées de la France, et les Gantois, alliés de l'Angleterre. Le 14 septembre, elle est prorogée jusqu'au 1er mai 1385[1].
- 18 juin 1389 : Trêve signée pour la Guyenne et les pays en deçà de la Loire. Elle court du 1er août 1389 jusqu'au 1er août 1392. Aucune ville ou forteresse ne devait être bâtie ou réparée à la distance de sept lieues d'une ville de l'autre partie, sans congé de l'adversaire[2].
- 28 avril 1393 : Charles VI de France étant de nouveau victime de ses crises de démence causées par la tragédie du bal des ardents du 28 janvier 1393, ses oncles le représentent lors des négociations avec les Anglais à Leulinghem. Richard II d'Angleterre gouvernait dorénavant seul et il désirait instaurer la paix entre les deux royaumes. Au cours de cette négociation est prévue la remise de Cherbourg à la France et le mariage d'Isabelle de France avec Richard II[3]. Une trêve est décidée entre les deux parties. La trêve est prorogée jusqu'au 29 septembre 1394 puis le 27 mai 1394 pour quatre ans jusqu'au 28 septembre 1398[4], puis pour 28 ans  à partir de septembre 1398 le 9 mars 1396[5].

## Sources
- Charles VI le roi fou de Françoise Autrand